# Liste des batailles livrées en Wallonie avant 1830

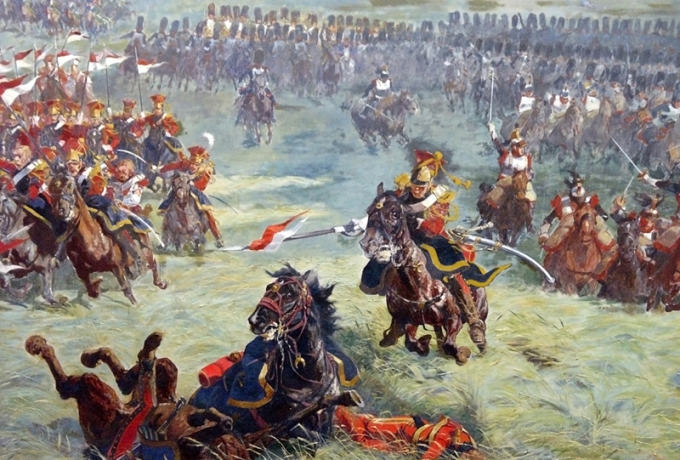
Attaque du Mont-Saint-Jean à Waterloo: charge de la cavalerie française. Par Louis-Jules Dumoulin, Panorama de Waterloo, 1912. Cette commune du Brabant wallon fut le théâtre de la dernière grande bataille livrée sur le territoire de la Wallonie avant l'indépendance de la Belgique.

La liste des batailles livrées en Wallonie avant 1830 dresse la chronologie des affrontements qui eurent pour lices le territoire de l'actuelle Wallonie, région méridionale de la Belgique, depuis les temps anciens de l'Antiquité romaine (Guerre des Gaules) jusqu'au début du XIXe siècle et l'indépendance de la nation belge en 1830 - l'histoire militaire de la Wallonie se confondant désormais avec l'histoire militaire de la Belgique à partir de cette date.
La Wallonie devint une « terre de batailles » dès l'Antiquité romaine. Du Moyen Âge au XXe siècle, la Wallonie fut aussi le champ de bataille des grandes puissances historiques : elle vit ainsi s'affronter les forces coalisées et les troupes de Napoléon Ier lors de la décisive bataille de Waterloo, le 18 juin 1815, qui scella le sort du Premier Empire.

## Antiquité
| Ensemble          | Bataille              | Date(s)              | Lieu                            | Belligérants        | Issue             |
| ----------------- | --------------------- | -------------------- | ------------------------------- | ------------------- | ----------------- |
| Guerre des Gaules | Bataille de la Sambre | 57 av. J.-C.         | Sambre                          | Belges contre Rome  | Victoire romaine  |
| Guerre des Gaules | Bataille d'Aduatuca   | octobre 54 av. J.-C. | peut-être les environs de Liège | Éburons contre Rome | Victoire éburonne |

## Moyen Âge
| Ensemble                   | Bataille                       | Date(s)                      | Lieu                            | Belligérants                                                               | Issue                                     |
| -------------------------- | ------------------------------ | ---------------------------- | ------------------------------- | -------------------------------------------------------------------------- | ----------------------------------------- |
| -                          | Bataille de l'Amblève          | avril 716                    | Principauté de Stavelot-Malmedy | Austrasie contre Neustrie et Frise                                         | Victoire austrasienne                     |
| Raids et invasions vikings | Bataille de Thiméon            | février 880                  | environs de Charleroi           | Vikings contre Francs                                                      | Victoire franque                          |
| Raids et invasions vikings | Bataille de Louvain            | 1er septembre 891            | Louvain                         | Vikings contre Francs                                                      | Victoire franque                          |
| -                          | Bataille de Florennes          | 12 septembre 1015            | entre Hemptinne et Saint-Aubin  | Compté de Louvain contre Duché de Basse-Lotharingie                        | Victoire lotharingienne                   |
| Guerres Liège-Brabant      | Sac de Liège                   | 3-7 mai 1212                 | Principauté de Liège            | Duché de Brabant contre Principauté de Liège                               | Sac de la région liégeoise et hesbignonne |
| -                          | Guerre de la Vache             | 1275-1280                    | Condroz                         | Seigneurie de Goesnes et ses alliés contre Bailli du Condroz et ses alliés | Statu quo ante bellum                     |
| -                          | Guerre des Awans et des Waroux | 1297-1335                    | Hesbaye                         | Seigneurie d'Awans contre Seigneurie de Waroux                             | Paix des Lignages, réconcialiation        |
| -                          | Bataille d'Othée               | 23 septembre 1408            | plaine d'Othée                  | Bourgogne contre Principauté de Liège                                      | Victoire bourguignonne                    |
| Guerres de Liège           | Sac de Liège                   | 29 octobre - 3 novembre 1468 | Liège                           | Bourgogne contre Principauté de Liège                                      | Sac de Liège                              |

## XVIesiècle
| Ensemble                    | Bataille             | Date(s)                           | Lieu     | Belligérants                                            | Issue                       |
| --------------------------- | -------------------- | --------------------------------- | -------- | ------------------------------------------------------- | --------------------------- |
| Sixième guerre d'Italie     | Siège de Tournai     | novembre 1521                     | Tournai  | Saint-Empire romain germanique contre Royaume de France | Victoire impériale          |
| Guerre de Quatre-Vingts Ans | Bataille de Jodoigne | 20 octobre 1568                   | Jodoigne | Monarchie espagnole contre Armée des Gueux              | Victoire espagnole          |
| Guerre de Quatre-Vingts Ans | Bataille de Gembloux | 31 janvier 1578                   | Gembloux | Monarchie espagnole contre États généraux des Pays-Bas  | Victoire espagnole          |
| Guerre de Quatre-Vingts Ans | Siège de Nivelles    | du 8 au 12 mars 1578              | Nivelles | États généraux des Pays-Bas contre Monarchie espagnole  | Victoire espagnole          |
| Guerre de Quatre-Vingts Ans | Siège de Binche      | du 22 septembre au 7 octobre 1578 | Binche   | États généraux des Pays-Bas contre Monarchie espagnole  | Victoire des États généraux |
| Guerre de Quatre-Vingts Ans | Siège de Tournai     | du 4 octobre au 30 novembre 1581  | Tournai  | États généraux des Pays-Bas contre Monarchie espagnole  | Victoire espagnole          |

## XVIIesiècle
| Ensemble                       | Bataille                | Date(s)                          | Lieu                      | Belligérants                                                                                        | Issue                             |
| ------------------------------ | ----------------------- | -------------------------------- | ------------------------- | --------------------------------------------------------------------------------------------------- | --------------------------------- |
| Guerre de Trente Ans           | Bataille de Fleurus     | 29 août 1622                     | Fleurus                   | Monarchie espagnole contre Union protestante                                                        | Victoire espagnole                |
| Guerre de Trente Ans           | Bataille d'Avein        | 20 mai 1635                      | Les Avins                 | Royaume de France contre Monarchie espagnole                                                        | Victoire française                |
| Guerre de Trente Ans           | Siège de Louvain        | 24 juin - 4 juillet 1635         | Louvain                   | Monarchie espagnole et Saint-Empire contre Royaume de France et Provinces Unies                     | Victoire hispano-impériale        |
| Guerre de Hollande             | Bataille de Seneffe     | 11 août 1674                     | Seneffe                   | Royaume de France contre Monarchie espagnole, Provinces Unies et Archiduché d'Autriche              | Victoire française                |
| Guerre de Hollande             | Bataille de Saint-Denis | 14 - 15 août 1678                | Saint-Denis, près de Mons | Royaume de France contre Monarchie espagnole et Provinces Unies                                     | Indécise                          |
| Guerre de la Ligue d'Augsbourg | Bataille de Walcourt    | 25 août 1689                     | Walcourt                  | Royaume de France contre Royaume d'Angleterre et Provinces Unies                                    | Victoire anglo-néerlandaise       |
| Guerre de la Ligue d'Augsbourg | Bataille de Fleurus     | 1er juillet 1690                 | Fleurus                   | Royaume de France contre Saint-Empire, Monarchie espagnole, Royaume d'Angleterre et Provinces Unies | Victoire française                |
| Guerre de la Ligue d'Augsbourg | Bataille de Leuze       | 18 septembre 1691                | Leuze-en-Hainaut          | Royaume de France contre Royaume d'Angleterre et Provinces-Unies                                    | Victoire française                |
| Guerre de la Ligue d'Augsbourg | Siège de Namur          | Du 25 mai au 30 juin 1692        | Namur                     | Royaume de France contre Monarchie espagnole, Saint-Empire et Provinces-Unies                       | Victoire française                |
| Guerre de la Ligue d'Augsbourg | Bataille de Steinkerque | 3 août 1692                      | Steenkerque               | Royaume de France contre Royaume d'Angleterre, Provinces-Unies, Danemark et Royaume d'Écosse        | Victoire française                |
| Guerre de la Ligue d'Augsbourg | Siège de Namur          | du 2 juillet au 5 septembre 1695 | Namur                     | Royaume de France contre Saint-Empire, Royaume d'Angleterre et Provinces-Unies                      | Victoire anglo-hollando-impériale |

## XVIIIesiècle

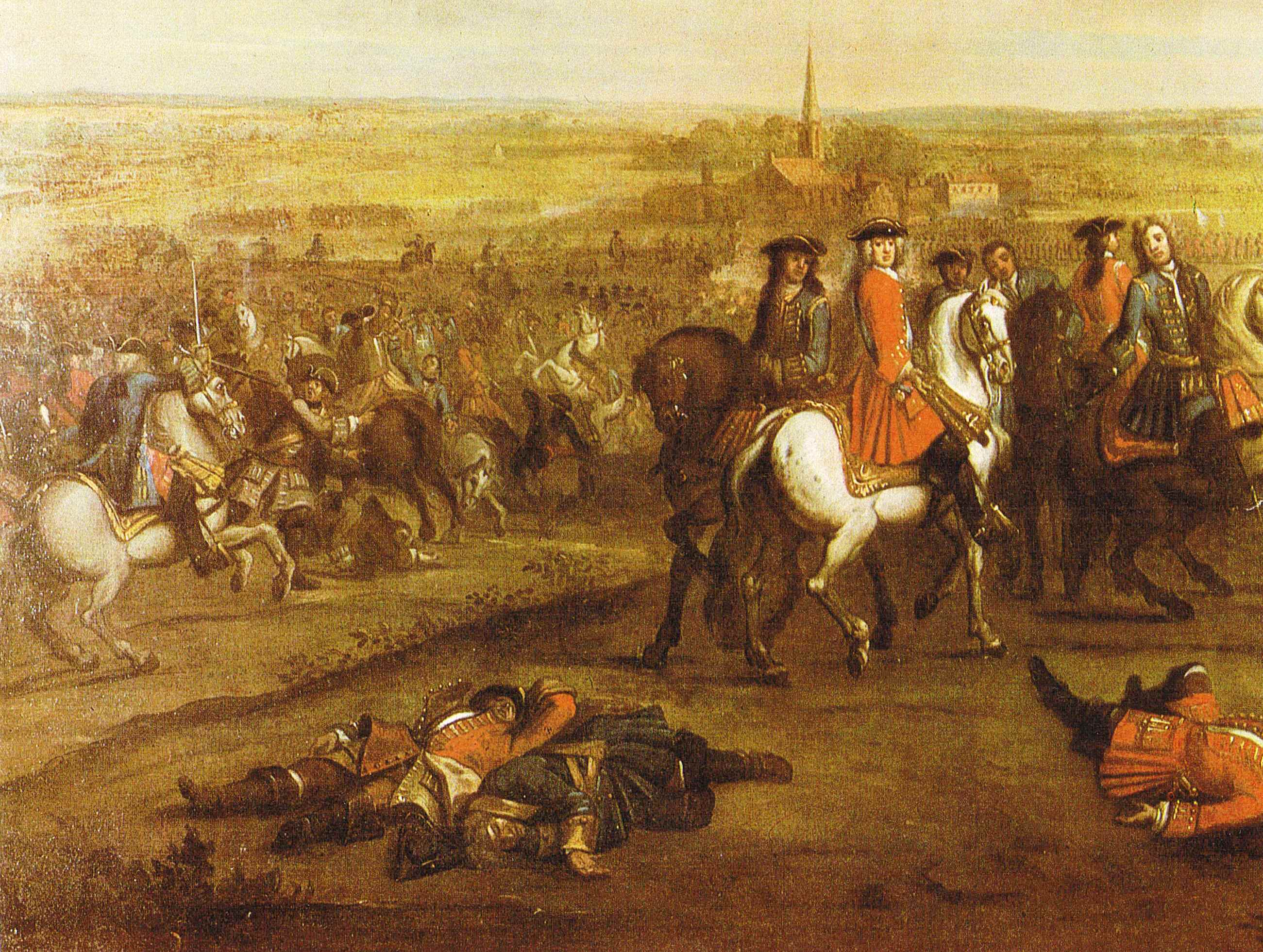
Le duc de Marlborough à la bataille de Ramillies.

| Ensemble                        | Bataille              | Date(s)                          | Lieu                   | Belligérants                                                                                                | Issue                      |
| ------------------------------- | --------------------- | -------------------------------- | ---------------------- | --- | -------------------------- |
| Guerre de Succession d'Espagne  | Bataille de Ramillies | 23 mai 1706                      | Ramillies              | Royaume de France et Bavière contre Saint-Empire, Royaume d'Angleterre, Provinces-Unies et Danemark-Norvège | Victoire anglo-hollandaise |
| Guerre de Succession d'Autriche | Bataille de Fontenoy  | 11 mai 1745                      | Fontenoy               | Royaume de France contre Grande-Bretagne, Provinces-Unies, Hanovre et Autriche                              | Victoire française         |
| Guerre de Succession d'Autriche | Bataille de Rocourt   | 11 octobre 1746                  | Rocourt                | Royaume de France contre Grande-Bretagne, Provinces-Unies, Hanovre et Autriche                              | Victoire française         |
| Conquêtes révolutionnaires      | Bataille de Jemappes  | 6 novembre 1792                  | Jemappes, près de Mons | République française contre Saint-Empire                                                                    | Victoire française         |
| Conquêtes révolutionnaires      | Bataille de Tournai   | 22 mai 1794                      | Tournai                | République française contre Autriche, Grande-Bretagne et Hanovre                                            | Victoire des coalisés      |
| Conquêtes révolutionnaires      | Bataille de Fleurus   | 26 juin 1794                     | Fleurus                | République française contre Saint-Empire, Grande-Bretagne, Provinces-Unies et Hanovre                       | Victoire française         |
| Conquêtes révolutionnaires      | Bataille de Sprimont  | 17 - 18 septembre 1794           | Sprimont               | République française contre Autriche                                                                        | Victoire française         |
| Conquêtes révolutionnaires      | Guerre des Paysans    | du 12 octobre au 5 décembre 1798 | Départements réunis    | Paysans contre-révolutionnaires contre République française                                                 | victoire républicaine      |

## XIXesiècle
| Ensemble             | Bataille                 | Date(s)            | Lieu     | Belligérants | Issue                                                        |
| -------------------- | ------------------------ | ------------------ | -------- | --- | ------------------------------------------------------------ |
| Campagne de Belgique | Bataille des Quatre Bras | 16 juin 1815       | Genappe  | Empire français contre Royaume-Uni, Royaume uni des Pays-Bas, Royaume de Hanovre, Duché de Nassau et Duché de Brunswick                    | Statu quo tactique, victoire française stratégique           |
| Campagne de Belgique | Bataille de Ligny        | 16 juin 1815       | Ligny    | Empire français contre Royaume de Prusse                                                                                                   | Victoire française                                           |
| Campagne de Belgique | Bataille de Waterloo     | 18 juin 1815       | Waterloo | Empire français contre Royaume-Uni, Royaume de Prusse, Royaume uni des Pays-Bas, Royaume de Hanovre, Duché de Nassau et Duché de Brunswick | Victoire coalisée                                            |
| Campagne de Belgique | Bataille de Wavre        | 18 et 19 juin 1815 | Wavre    | Empire français contre Royaume de Prusse                                                                                                   | Victoire tactique française, victoire stratégique prussienne |

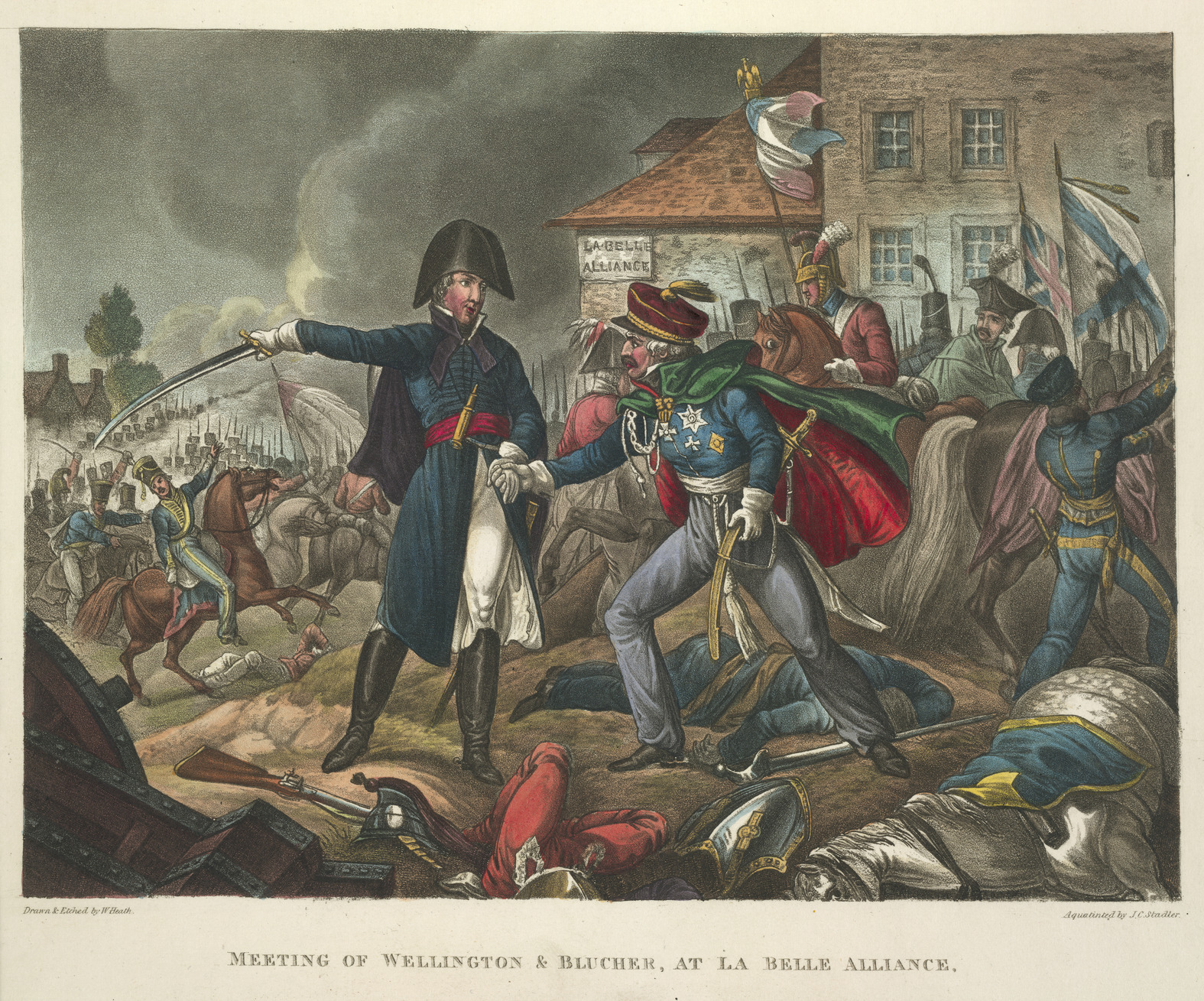
The meeting of Wellington and Blucher during the Battle of Waterloo - The Wars of Wellington, a narrative poem (1819)

## Patrimoine historique et commémoratif

### Bataille de Ramillies
Le champ de bataille de Ramillies constitue, avec celui de Waterloo, un des sites militaires historiques majeurs de Belgique, riche par ailleurs de vestiges gallo-romains (chaussée romaine, tumulus) et il est aussi une étape importante sur les voies migratoires ornithologiques. Menacé par divers projets - dont notamment l'implantation d'un parc d'éoliennes - il fait l'objet de diverses actions en vue de son classement éventuel.
Lors de la construction de la voie de chemin de fer entre Tamines et Landen en 1862, l'entrepreneur écossais E. Preston insista pour que la ligne passe en partie sur le territoire de la commune afin d'y construire une gare qui portera par la suite de nom « la Croix de Hesbaye ».

### Campagne de Belgique de 1815

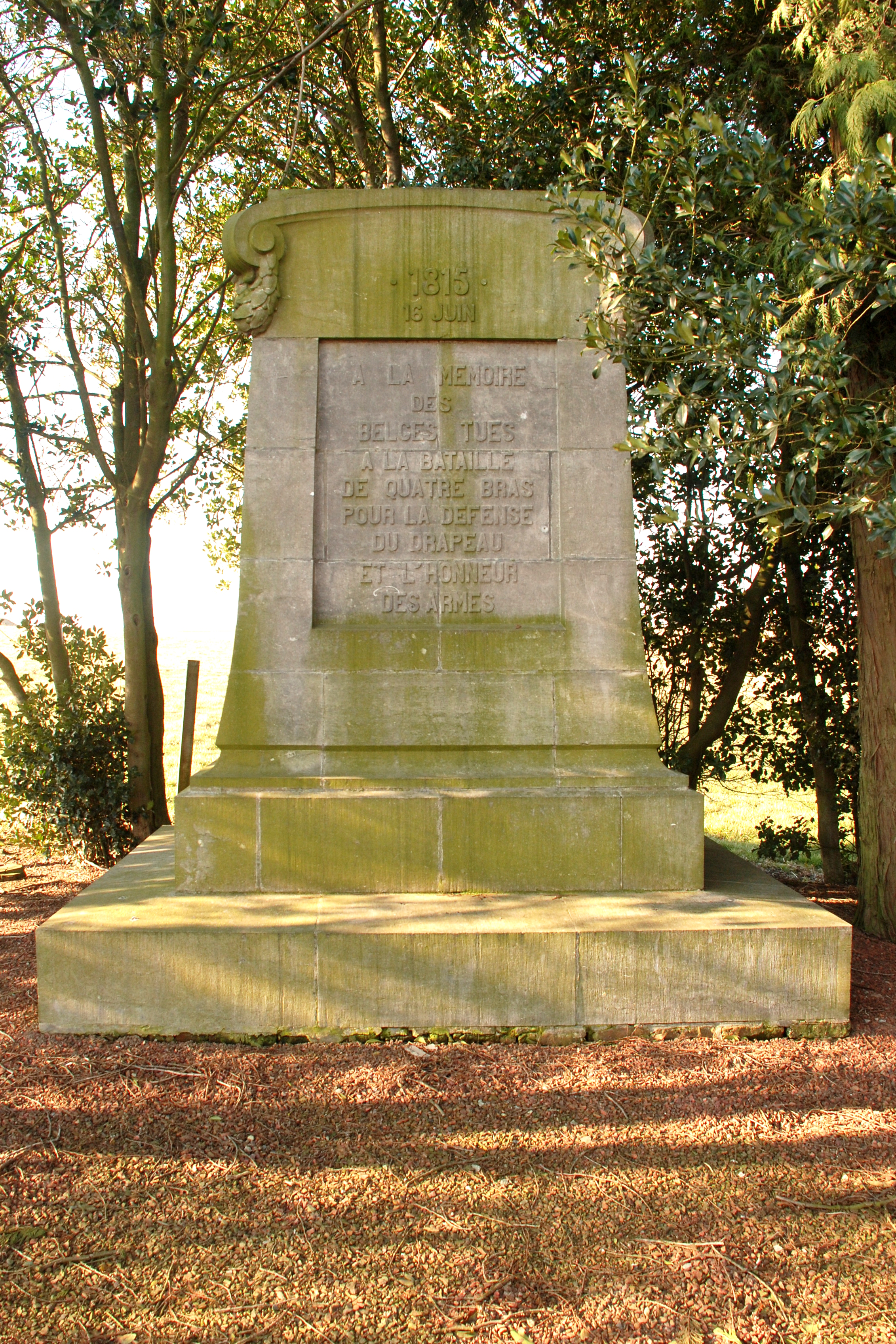

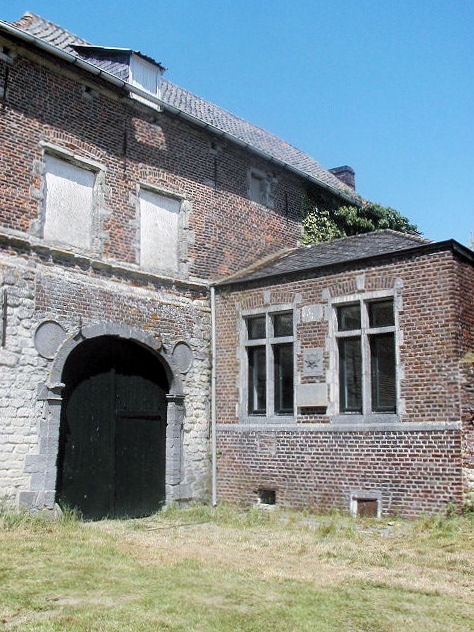
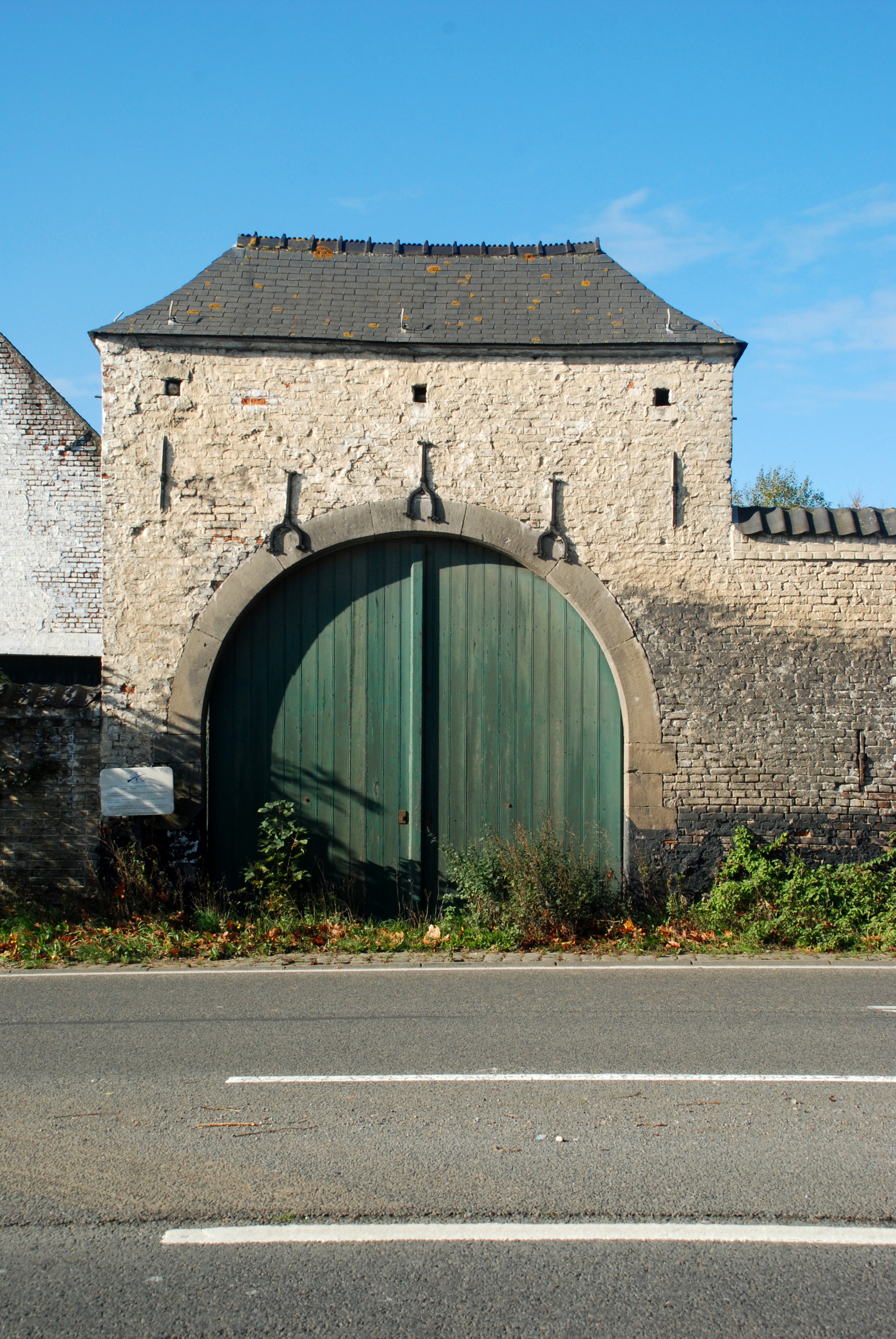
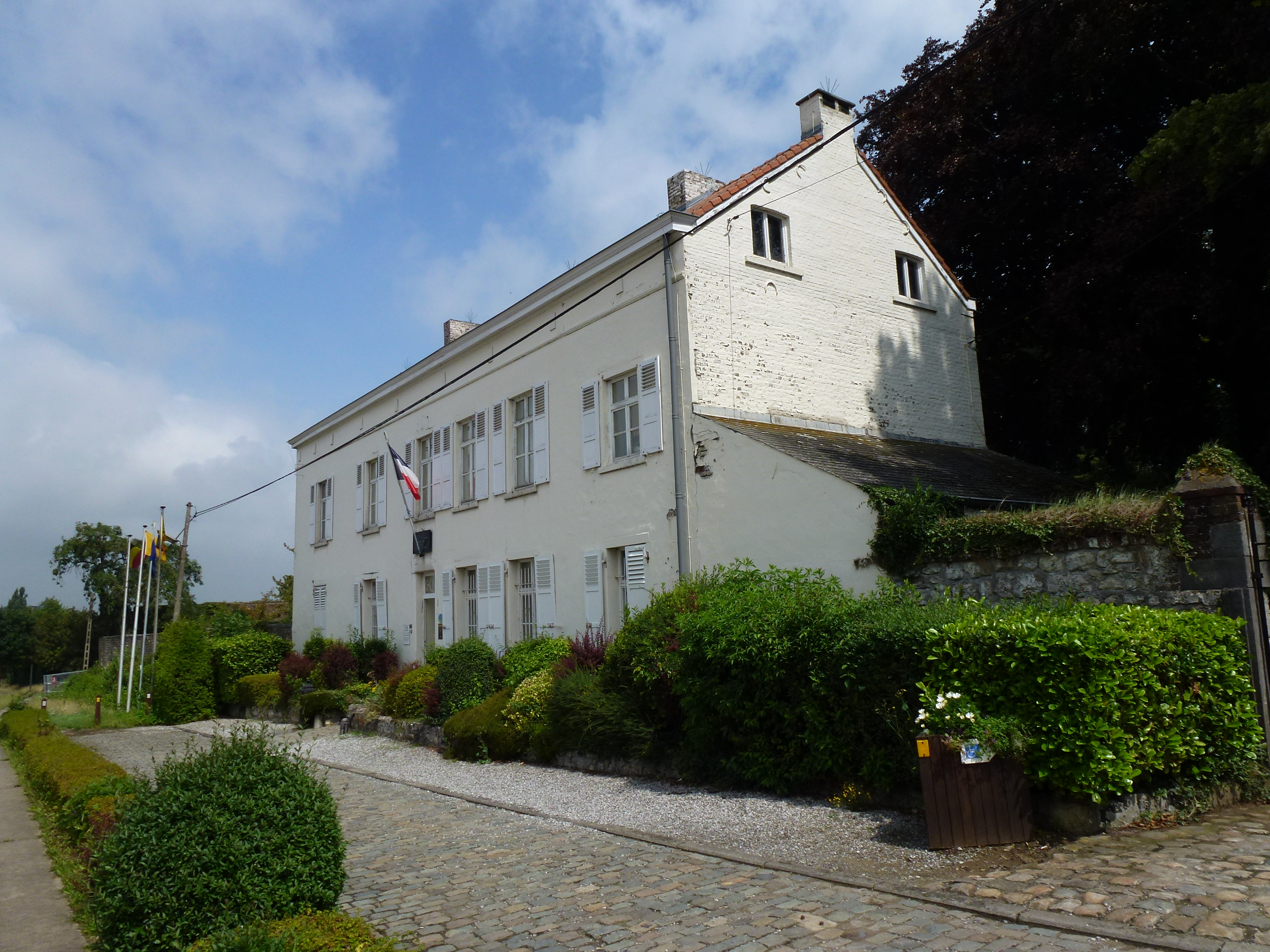
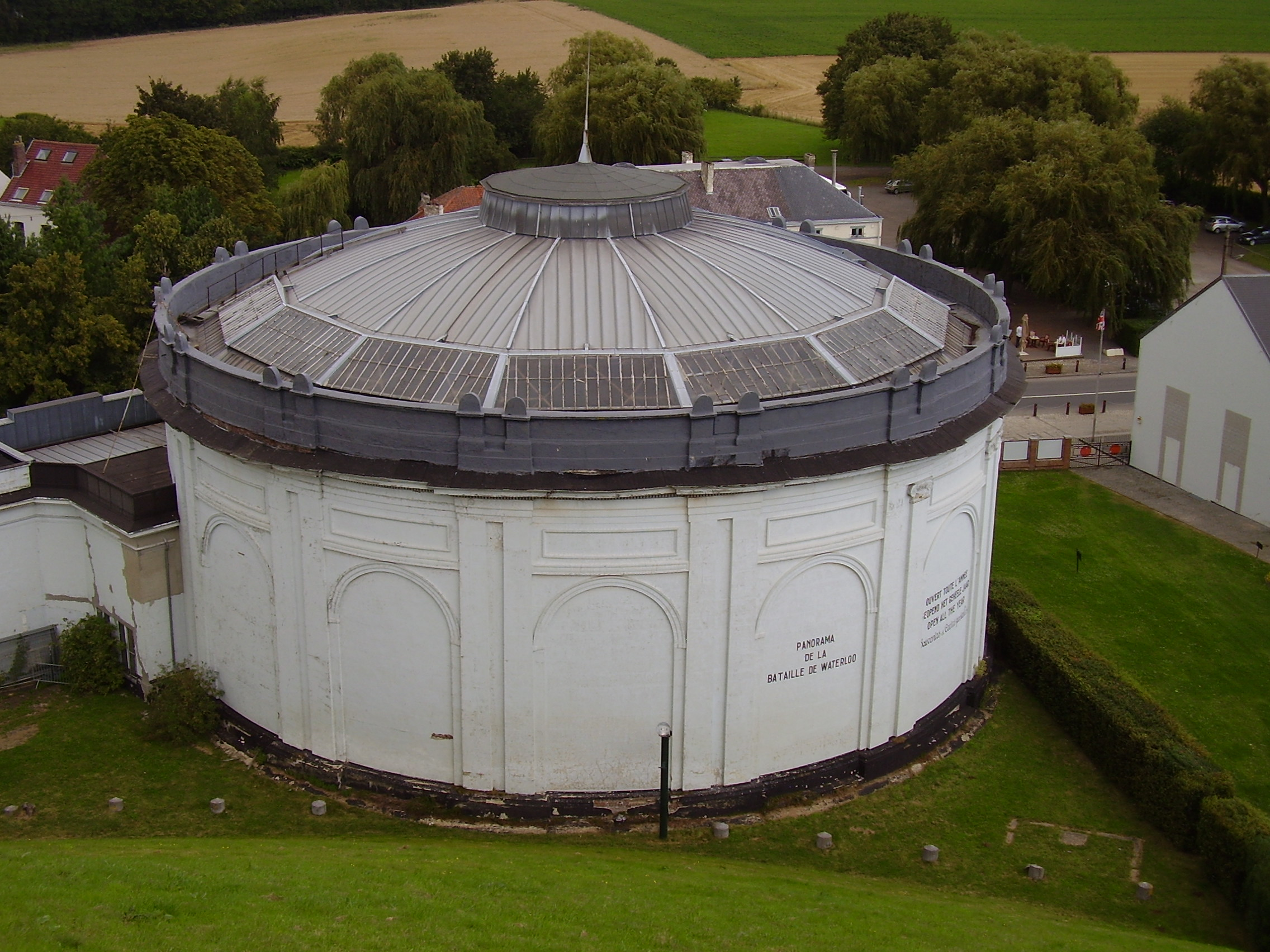
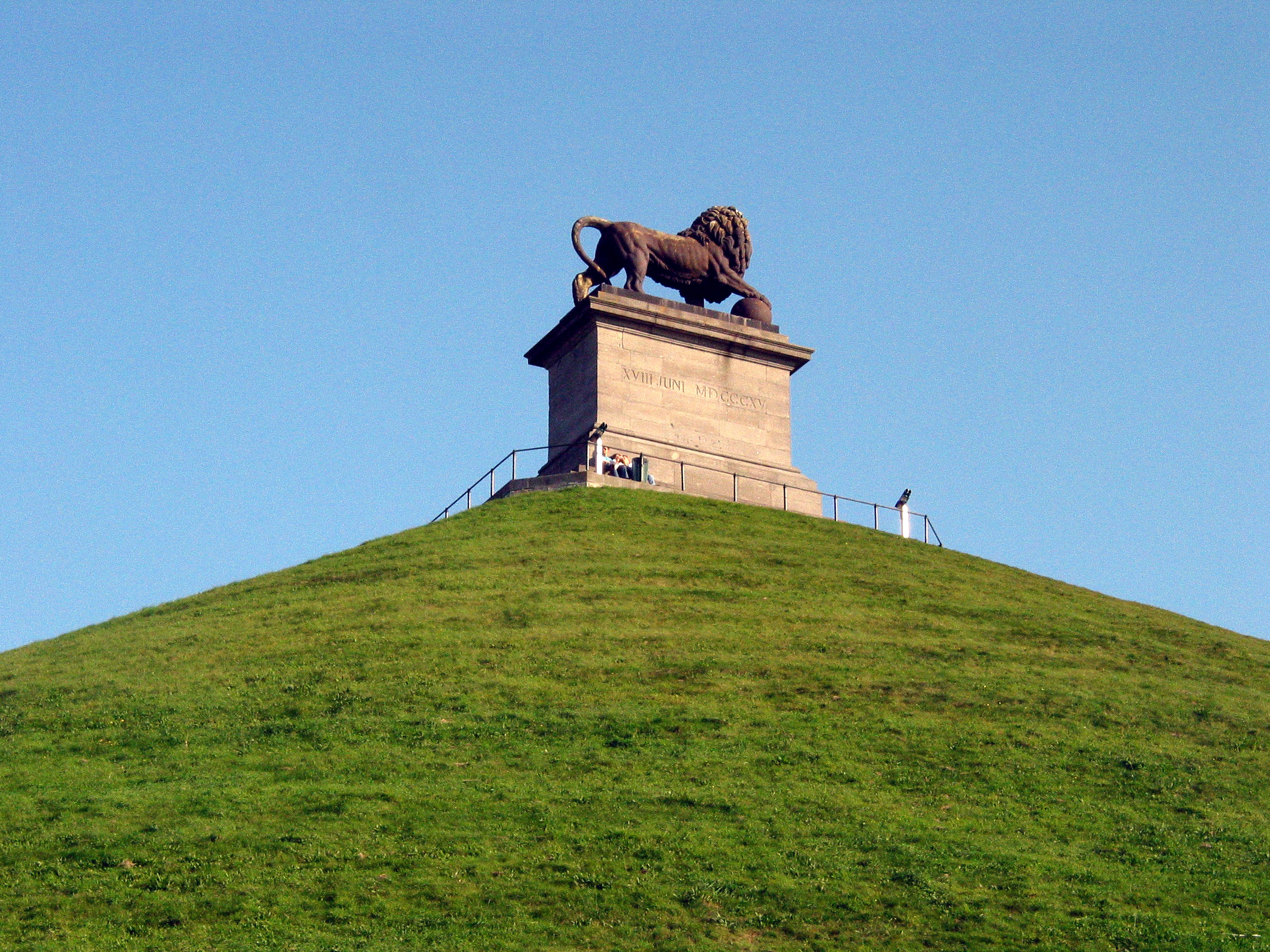

Bataille de Waterloo
- Ferme du Caillou
- Ferme de la Haie-Sainte
- Château d'Hougoumont
- Panorama
- Lion de Waterloo